# 八帕
八帕是帕米尔高原以“帕米尔”命名的八个高原平坦河谷地区。这里的“帕米尔”是地理概念，为平坦的高原或山间的宽谷。这些帕米尔一般作为当地吉尔吉斯牧民的夏季牧场。

## 歷史沿革
八帕自18世纪中期开始成为清帝国属地，分别有喀什噶尔参赞大臣与叶尔羌办事大臣管辖，其中的塔克敦巴什帕米尔由色勒库尔五品阿奇木伯克管理。光绪年间新疆建省后，清帝国在阿尔楚尔帕米尔驻兵设防。1892年，俄国派兵强占八帕的大部分地区，只有塔克敦巴什帕米尔和部分小帕米尔仍处于清帝国伊犁将军治下。2011年塔吉克斯坦议会批准《中国—塔吉克斯坦边界条约》，八帕的实际控制线成为正式国界。

## 八帕定義
八个“帕米尔”一般指：
- 塔克敦巴什帕米尔：位于中国新疆塔什库尔干塔吉克自治县的塔什库尔干河谷。
- 海尔古西帕米尔（英语：Khargush Pamir），又名“和什库珠帕米尔”，位于喀拉库勒湖（Lake Karakul）四周。
- 郎库勒帕米尔（英语：Khargush Pamir）：位于乌孜别里山口东南的中国塔吉克斯坦边界西侧的郎库勒湖（Lake Rangkul）四周。
- 萨雷兹帕米尔（英语：Sarez Pamir）：位于穆爾加布河谷、薩雷茲湖（Lake Sarez）四周、巴爾坦格河谷。
- 阿尔楚尔帕米尔：位于阿尔楚尔河谷、葉什勒池四周、贡特河谷。
- 大帕米尔：位于帕米尔河谷。
- 小帕米尔：位于瓦罕走廊最东端。[2]
- 瓦罕帕米尔：位于瓦罕河谷。